# 帕拉苏埃洛斯德埃雷斯马
帕拉苏埃洛斯德埃雷斯马，是西班牙卡斯蒂利亚-莱昂塞戈维亚省的一个市镇。 总面积37平方公里，总人口1727人（2001年），人口密度47人/平方公里。